# Дииодгерман
Дииодгерман — неорганическое соединение,
иодпроизводное германа с формулой GeH2I2,
бесцветные кристаллы.

## Получение
- Обменная реакция дихлоргермана с иодоводородом:

{\displaystyle {\mathsf {GeH_{2}Cl_{2}+2HI\ {\xrightarrow {}}\ GeH_{2}I_{2}+2HCl}}}

## Физические свойства
Дииодгерман образует бесцветные кристаллы, которые при комнатной температуре в инертной атмосфере желтеют, растворяется в циклогексане.